# Antònia Font
Antònia Font è stato un gruppo musicale di Maiorca, costituito nel 1997, che si caratterizzava per la musica festosa e testi umoristici e fantastici. Tra i temi dell'universo creativo del gruppo si notano soprattutto spazio, astronomia e tutto ciò che si relaziona con l'astronautica, spesso in combinazione con i temi della vita quotidiana. I testi sono scritti nella variante di catalano parlato in Maiorca.
Sono generalmente classificati come gruppo pop, anche se hanno dichiarato di non avere "pregiudizi stilistici" nella composizione. Il compositore dei brani è Joan Miquel Oliver, il chitarrista del gruppo, che registra anche album da solista e scrive testi per altri gruppi, tra cui Fora des Sembrat.
Il 28 novembre 2013 il gruppo ha annunciato il proprio scioglimento, dopo 16 anni di carriera musicale.

## Storia

### Origine del nome
Nonostante le versioni e leggende circolate riguardo all'origine del nome del gruppo, il gruppo ha sempre affermato che si deve ad una compagna di università che li accompagnò nel periodo di formazione, e piaceva l'idea di dare ad una band composta da cinque uomini un nome di donna. 'Font' è un cognome diffuso ed 'Antònia' è un nome femminile comune in catalano.

### Traiettoria
Nel 1997 Antònia Font ha registrato un demo con le tracce Cibernauta Joan, l'Univers es una festa, Rumba  ed Es xifon es un aparato.  Il  primo concerto ebbe luogo lo stesso anno in Bunyola.

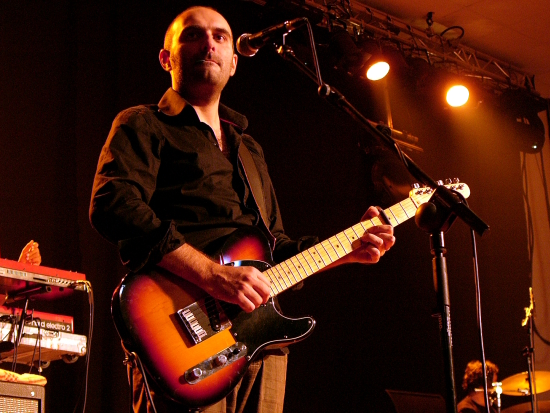
Joan Miquel Oliver suona dal vivo con Antònia Font

Nel 1999 hanno registrato il loro primo album omonimo,  Antonia Font,  presso gli TJ So studios a Bunyola con il produttore Tomeu Janer.
Due anni più tardi, il 17 febbraio 2001, hanno presentato il loro secondo album a Barcellona: A Russia.  Secondo Pau Debon, vocalist del gruppo, la band ha optato per la continuità stilistica con il loro primo album, perché lo stile aveva funzionato bene e ne erano soddisfatti. L'album ha ricevuto il premio Disc català de l'any (Disco catalano dell'anno)   2010,  assegnato da Radio 4.
Il loro album successivo, Alegria,  è apparso un anno dopo. Senza abbandonarne lo stile,  tono e ritmo delle canzoni hanno subito un cambiamento molto maggiore rispetto al secondo album che tra il primo ed il secondo.
Taxi,  quarto album Antònia font, è uscito nel 2004. Il CD è stato pubblicato con un DVD di accompagnamento ed i testi. Taxi  è stato nominato album dell'anno al Mercat de Música Viva de Vic e dalle  riviste di musica catalana Enderrock e Rock'n'clàssic.
Nel 2006 è uscito Batiscafo Katiuscas. Se Taxi si caratterizza per  contenuti in relazione con lo spazio esterno, il mondo ed i personaggi inventati,   Batiscafo Katiuscas è un viaggio interiore nel quale sono molto presenti solitudine e malinconia.
Nell'album Coser i cantar,  del 2007, Antònia Font reinterpreta  con accompagnamento orchestrale venti delle loro canzoni. L'album è stato registrato a Bratislava, in Slovacchia, presso lo Studio 2 della Radio nazionale slovacca, con 50 archi e  fiati dal Symphony Orchestra di Bratislava, eseguendo arrangiamenti del compositore maiorchino Miquel Àngel Aguiló. Per questo lavoro hanno ricevuto il premio Academia de la Música per "Miglior Album Pop" 2008, diventando il primo artista a vincere in una categoria generale (aperto a lavori in  qualsiasi lingua)   con un album  in lingua catalana. Nel luglio del 2008, ad Antonia Font è stato assegnato il Premi Nacional de Música da Generalitat de Catalunya per la Coser i cantar.
Nel mese di aprile 2011, il gruppo ha pubblicato il suo settimo album, Lamparetes, con la propria etichetta, Robot Innocent Companyia Discografica. Ha debuttato al numero tre sulla classifica spagnola, l'album più alto in classifica della band fino ad oggi.
Nell'agosto 2010, durante il festival di musica di Cardedeu, alcuni fan hanno fatto un lipdub con la canzone "extraterrestres".

## Discografia
| Anno | Titolo                  | Etichetta                             | Commento                                                                                              |
| ---- | ----------------------- | ------------------------------------- | --- |
| 1998 | Antònia Font            | Blau/DiscMedi                         | |
| 2001 | A Rússia                | Música Global                         | Disc Català de l'Any a Ràdio 4                                                                        |
| 2002 | Alegria                 | Virgin-Drac                           | Premi Puigporret della Critica al miglior disco dell'anno Secondo miglior disco spagnolo in Rockdelux |
| 2004 | Taxi                    | Blau/DiscMedi                         | Premi Altaveu del MMVV al miglior disco pop Miglior disco dell'anno a Enderrock e Rock'n'clàssic      |
| 2006 | Batiscafo Katiuscas     | Blau/DiscMedi                         | |
| 2007 | Coser i cantar          | Blau/DiscMedi                         | Con canzoni di dischi precedenti accompagnate da orchestra                                            |
| 2008 | Pareix talment una foto | Blau/DiscMedi                         | |
| 2011 | Lamparetes              | Robot Innocent Companyia Discogràfica | |
| 2012 | Vostè és aquí           | Robot Innocent Companyia Discogràfica | |